# 宋庄子乡
宋庄子乡，是中华人民共和国河北省沧州市孟村回族自治县下辖的一个乡镇级行政单位。

## 行政区划
宋庄子乡下辖以下地区：
宋庄子村、东姜官屯村、西姜官屯村、许村、王宅村、沙涨村、东贾官屯村、西贾官屯村、贺庄子村、大高河村、小高河村、东宋村、西刘庄村、张院村、艾宅村和闫庄子村。